# Karl Sperl (Fußballspieler, 1935)
Karl Sperl (* 4. Februar 1935 in Heusenstamm) ist ein ehemaliger deutscher Fußballspieler und Fußballtrainer. Von 1955 bis 1958 spielte er bei Kickers Offenbach auf der Position des Linksaußen.
Vom TSV Heusenstamm gekommen, hatte er mit Siegfried Gast allerdings einen Kontrahenten, den er nicht auf Dauer verdrängen konnte. Sperl spielte meist bei der Reserve, schaffte es aber immerhin auf 32 Einsätze mit fünf Torerfolgen in der ersten Elf. 1958 holte ihn Kurt Schreiner zum TSV Heusenstamm zurück. Er arbeitete später als Trainer unter anderem in Heusenstamm und bei der SG Rosenhöhe. Heute gehört er zum Vorstand der Traditionsmannschaft „Waldis“.